# El pequeño Tourette
«Le Petit Tourette» («El pequeño Tourette» en Hispanoamérica y España), es el octavo episodio de la undécima temporada de la serie animada de televisión South Park, y el episodio 161 en general. Se emitió por primera vez en Comedy Central en los Estados Unidos el 3 de octubre de 2007. Este episodio marcó el comienzo de la segunda mitad de la undécima temporada. En el episodio, Cartman finge tener el síndrome de Tourette para poder decir lo que quiera sin meterse en problemas. Eventualmente conduce a problemas y termina diciendo cosas que nunca diría. El título del episodio es un juego de palabras sobre el título de la película de 1963 de Jean-Luc Godard Le Petit Soldat. 
El episodio fue escrito por el cocreador de la serie Trey Parker y fue calificado como TV-MA LV en los Estados Unidos, debido al lenguaje y la violencia. Fue uno de los primeros episodios de South Park en utilizar cualquiera de las subclasificaciones L, S o V. Parker y Stone tuvieron muchas discusiones con Comedy Central sobre cómo retratar el lenguaje utilizado en el episodio. Finalmente, la red les permitió usar casi todas las palabras de maldición, excepto «la palabra con "f"». Antes de su estreno, el episodio atrajo la atención de la Asociación de Síndrome de Tourette, que "esperaba que fuera ofensivo e insensible para las personas con síndrome de Tourette".
El episodio recibió críticas mixtas de los críticos de televisión, algunos elogiaron el humor del episodio y otros consideraron su estructura desarticulada. La TSA admitió que "el episodio fue sorprendentemente bien investigado. A pesar del énfasis muy exagerado en la coprolalia, para el espectador atento, hubo una sorprendente cantidad de información precisa transmitida", agregando que varios elementos del episodio «sirvieron como un dispositivo inteligente» para proporcionar hechos precisos al público. «Le Petit Tourette» fue lanzado en DVD junto con el resto de la undécima temporada el 12 de agosto de 2008.

## Trama
Mientras Cartman compra en una juguetería, este ve a un niño llamado Thomas que continuamente grita obscenidades, mientras su madre trata de explicarle que tiene el síndrome de Tourette. Cartman decide fingir que también tiene el trastorno para poder escapar con gritos de obscenidades, y convence con éxito a su madre y a un médico, que lo diagnostica con síndrome de Tourette y notifica a la escuela. Kyle deduce rápidamente que Cartman está fingiendo; Cartman le admite la verdad, pero continúa disfrutando del engaño. Cuando Kyle se queja con la directora Victoria, un representante visitante de una fundación de síndrome de Tourette malinterpreta su declaración como una alegación de que todas las personas con síndrome de Tourette están fingiendo. Kyle es enviado a una reunión de un grupo de apoyo local para niños con el trastorno, quienes explican que realmente no pueden controlar sus diversos tics y arrebatos. Al darse cuenta de que Cartman ha manipulado a todos los que lo rodean para que crean la estafa, y al no ver ninguna forma de refutarla, Kyle se disculpa de mala gana con el grupo y con Cartman. Sin embargo, Cartman aprovecha la situación para gritar comentarios vulgares antisemitas a los padres de Kyle. Thomas pronto se da cuenta de que Cartman está fingiendo el desorden. 
Cartman decide aparecer en Dateline NBC y ser entrevistado por Chris Hansen, con la intención de hacer un discurso de odio antisemita mientras se lo elogia por su valentía al vivir con síndrome de Tourette. Sin embargo, en una cena de felicitación de antemano, sin darse cuenta, deja escapar vergonzosos detalles verdaderos de su pasado y se da cuenta de que ha perdido la capacidad de censurarse a sí mismo, después de decir lo que se le ocurra durante tanto tiempo. Intenta cancelar la entrevista de Dateline por temor a humillarse, pero Hansen lo intimida para que continúe con eso al contarle sobre un pedófilo que intentó no aparecer en la serie To Catch a Predator. Se disparó después de que el equipo de producción lo localizara; Hansen insinúa que el hombre fue realmente asesinado y que lo mismo le sucederá a Cartman si se retira. Al darse cuenta de que no tiene forma de evitar ir a Dateline, Cartman reza por un milagro y al mismo tiempo culpa a Dios por su situación. 
Mientras tanto, Kyle se une a Thomas, quien está preocupado de que la aparición de Cartman en el programa haga que otros piensen que el síndrome de Tourette es divertido y lo copien. Sin saber que Cartman ya había renunciado a su plan, los dos muchachos usan Internet para solicitar que varios pedófilos visiten el estudio de televisión. Todos los pedófilos se disparan al entrar al estudio y ver a Hansen en el escenario, lo que hace que la audiencia entre en pánico y huya. Afuera, Craig ofrece pasar el rato con Thomas y lavar su ropa. Mientras Kyle se regodea con Cartman por frustrar su plan, Cartman le llora con lágrimas en los ojos por evitar que tenga que humillarse en la televisión en vivo. Kyle se da cuenta de que ha perdido la oportunidad de ver a Cartman abatido y exclama "¡Ah, mierda!" a tiempo con Thomas. 

## Producción
"El pequeño Tourette" fue el estreno de mitad de temporada de la undécima temporada de South Park y el primer episodio en otoño, que consistía en siete episodios. No fue diseñado como el estreno de la temporada, sino más bien como un episodio de "relleno", producido principalmente para permitir al equipo unos días libres más adelante. 
Parker y Stone sintieron que el episodio con los típicos pitidos de censura sería divertido, ya que el objetivo del episodio es que Cartman puede decir lo que quiera sin consecuencias. Tuvieron muchas discusiones con Comedy Central sobre el contenido del programa; una sugerencia presentada fue emitirla a medianoche, como un episodio especial. Las llamadas se redujeron a negociar qué palabras soeces podrían usar y con qué frecuencia; a pesar de esto, «la palabra con "f"» aún permanecería en el episodio final. Stone comentó que si no hubiera sido censurado, habría hecho infelices a los anunciantes. Parker señaló que ocasionalmente, al producir episodios como este, Comedy Central veía los primeros animatics y se ponía nervioso por el contenido. La productora ejecutiva Anne Garefino aconsejó a los ejecutivos que esperen y vean su forma completamente animada, después de lo cual lo aprueban fácilmente, debido al estilo de animación simplista. "Tan pronto como lo ves hecho por recortes de mierda, todo se vuelve tonto", dijo Parker. 
La canción que Cartman está cantando después de descubrir que existe el síndrome de Tourette, está inspirada en "(I've Got A) Golden Ticket" de Willy Wonka & the Chocolate Factory. 
El episodio también presenta una parodia de Chris Hansen, el anfitrión de To Catch a Predator. Poco antes de que se produjera el episodio, un hombre presentado en el programa se suicidó a tiros, lo que provocó un frenesí en la prensa. Parker y Stone notaron que, si bien les gustó el programa, sintieron que con su creciente popularidad, los creadores del programa excedían cada vez más sus límites para atrapar a los depredadores. "Nos gusta atrapar a un depredador, [pero] nos gusta más la Constitución ", dijo Stone. 

## Recepción

### Respuesta de la crítica
El blog de televisión TV Squad fue extremadamente positivo, y calificó el episodio como "brillante". IGN le dio al episodio una calificación de 7.5/10, afirmando que "este no es el mejor episodio, y no es la mejor manera de traer de vuelta la serie, pero tiene muchas risas y logra llevar su chiste más allá de lo esperado". 411mania tomó el término medio, dándole al programa una calificación de 6.5/10, calificándolo de "impredecible", y contestando que "mientras que la primera mitad del programa sufrió debido a una broma de una nota, la segunda mitad mostró por qué esta serie sigue siendo una de las mejores en televisión ". En el lado negativo, BuddyTV calificó el episodio como un "fallo de encendido", y lo criticó como "desarticulado y un poco desagradable".

### Asociación del síndrome de Tourette
Antes de la emisión, la  emitió un comunicado de prensa diciendo que habían solicitado que Comedy Central transmitiera sus anuncios de servicio público durante o después del programa y que "esperaban que fuera totalmente ofensivo e insensible para las personas con síndrome de Tourette". El presidente de la TSA dijo: "Estamos realmente sorprendidos de que a los creadores les haya llevado tanto tiempo utilizar el síndrome de Tourette como comedia en este programa, ya que no hay ninguna discapacidad, enfermedad o tema controvertido". Después del episodio, emitieron un segundo comunicado de prensa, expresando preocupación porque el episodio perpetuaba la idea errónea de que la mayoría de las personas con síndrome de Tourette tienen coprolalia (juramento involuntario) cuando de hecho el 85-90% de las personas con síndrome de Tourette no sufre de eso. Tras la emisión del episodio, la organización reconoció que "el episodio fue sorprendentemente bien investigado". A pesar del énfasis muy exagerado en la coprolalia, para el espectador atento, hubo una sorprendente cantidad de información precisa transmitida", agregando que varios elementos del episodio" sirvieron como un dispositivo inteligente "para proporcionar hechos precisos al público. 